# Acelerante para cemento
Un acelerante para cemento es un aditivo para su uso en hormigón, mortero, enlucido o soleras. La adición de un acelerador acelera el tiempo de fraguado y, por lo tanto, el tiempo de curado comienza antes. Esto permite colocar hormigón en invierno con un riesgo reducido de daños por heladas. El concreto se daña si no alcanza una resistencia de 500 libras por pulgada cuadrada (3,4 MPa) antes de congelar.
Los productos químicos típicos que se utilizan hoy en día para la aceleración son el nitrato de calcio (Ca(NO3)2), el nitrito de calcio (Ca(NO2)2), el formiato de calcio (Ca(HCOO)2) y los compuestos de aluminio. El cloruro de calcio (CaCl2) es el acelerador más eficaz y económico  y antiguamente gozaba de gran popularidad. Sin embargo, los aniones cloruro son muy corrosivos para el acero (corrosión por picadura ) de las barras de refuerzo (rebars), por lo que su uso ya no se recomienda y, en muchos países está prohibido. Como la corrosión local de una barra de refuerzo puede provocar su rotura, puede comprometer la resistencia a la tracción del hormigón armado y, por tanto, la estabilidad estructural de un edificio. Los compuestos de tiocianato también pueden corroer el refuerzo, pero son seguros en las dosis recomendadas.  Los compuestos de sodio podrían comprometer la resistencia a la compresión a largo plazo si se usan con agregados reactivos al álcali.
Otra alternativa es el cemento a base de sulfoaluminato de calcio (CSA), que fragua en 20 min y desarrolla una resistencia lo suficientemente rápida como para que una pista de aeropuerto pueda repararse en un lapso de seis horas y pueda resistir el uso de aviones al final de ese tiempo, así como en túneles y subterráneos, donde las limitaciones de agua y tiempo requieren una resistencia y un fraguado extremadamente rápidos.